# Coupe de Namibie de football
La Coupe de Namibie de football (Bidvest Namibia Cup) est créée en 1990,.

## Palmarès
- 1990 : Black Africa FC (Windhoek) bat Orlando Pirates (Windhoek)
- 1991 : Chief Santos FC (Tsumeb) bat Blue Waters FC (Walvis Bay)
- 1992 : Liverpool (Okahandja) 2-0 Young Ones (Windhoek)
- 1993 : Black Africa FC (Windhoek) 3-2 Young Ones (Windhoek)
- 1994 : Blue Waters FC (Walvis Bay) bat MP Tigers (Windhoek)
- 1995 : MP Tigers (Windhoek) 1-0 Black Africa FC (Windhoek)
- 1996 : MP Tigers (Windhoek) 2-1 African Stars FC (Windhoek)
- 1997-1998 : Chief Santos FC (Tsumeb) 1-0 MP Tigers (Windhoek)
- 1999 : Chief Santos FC (Tsumeb) 1-0 MP Tigers (Windhoek)
- 2000 : Chief Santos FC (Tsumeb) 4-2 Life Fighters (Otjiwarongo)
- 2001-2002 : Orlando Pirates (Windhoek) 2-1 United Africa Tigers (Windhoek)
- 2003 : Civics FC (Windhoek) 4-2 United Africa Tigers (Windhoek)
- 2004 : Black Africa FC (Windhoek) 2-0 Life Fighters (Otjiwarongo)
- 2005 : Ramblers FC (Windhoek) 2-2 (5-4 tab) Black Africa FC (Windhoek)
- 2006 : Orlando Pirates (Windhoek) 1-0 ap SK Windhoek
- 2007 : African Stars FC (Windhoek) 0-0 (5-3 tab) Orlando Pirates (Windhoek)
- 2008 : Civics FC (Windhoek) 1-0 African Stars FC (Windhoek)
- 2009 : Orlando Pirates (Windhoek) 1-1 (3-2 tab) Eleven Arrows FC (Walvis Bay)
- 2010 : African Stars FC (Windhoek) 1-0 ap Civics FC (Windhoek)
- 2011 : Eleven Arrows FC (Walvis Bay) 2-0 Civics FC (Windhoek)
- 2012 : non disputée
- 2013 : African Stars FC (Windhoek) 2-0 Mighty Gunners (Otjiwarongo)
- 2014 : African Stars FC (Windhoek) 0-0 (3-2 tab) Citizens FC (Windhoek)
- 2015 : MP Tigers (Windhoek) 1-1 (4-2 tab) Orlando Pirates (Windhoek)
- 2016 : non disputée
- 2017 : Young African 3-2 Mighty Gunners
- 2018 : African Stars FC 1-0 Unam FC
- 2019 : African Stars FC 2-0 MP Tigers (Standard Bank Top 8 Cup)[3]
- 2020 : non disputée
- 2021 : Civics FC (Windhoek) 3-2 Mighty Gunners (Otjiwarongo)
- 2022 : non disputée
- 2023 : non disputée
- 2024 : African Stars FC (Windhoek) 2-1 Young Brazilians FC (Karasburg)
- 2025 : African Stars FC 1-0 Young African